# Барецкий, Станислав Валерьевич
Станисла́в Вале́рьевич (Стас) Баре́цкий (род. 8 марта 1972, Ломоносов, Ленинградская область) — советский и российский музыкант, поэт, певец, шоумен, актёр.
В 2005—2008 годах выступал в группе «Ленинград». Также выпустил семь сольных альбомов и один совместный с группой «Ёлочные игрушки».

## Биография
Родился 8 марта 1972 года в городе Ломоносов.
Окончил профессионально-техническое училище (ПТУ) по специальности «водитель». В 2005 году высказывал намерение поступить на факультет муниципального управления.
В конце 1980-х — начале 1990-х годов, в свободное от учёбы в ПТУ время, подрабатывал могильщиком на кладбище, куда его устроил дядя По одним данным он работал там 2 года, по другим — 6 лет. А поскольку, по словам Барецкого, платили хорошо, то на накопленные деньги открыл кафе-бар «Белая лошадь». Согласно одним данным, Барецкий был вынужден продать его из-за дефолта «каким-то людям с Кавказа», согласно другим — «с новыми арендодателями общего языка не нашёл». Следом был небольшой магазин продуктов питания, который открыл вместе с приятелем и впоследствии ушёл из него из-за ссоры.
В начале 2000-х около пяти лет работал сторожем на местном продуктовом рынке по графику сутки через двое. Пробовал устроиться на работу в казино, но, по словам самого Барецкого, получил отказ, поскольку «внешность непредставительная».
Работает администратором в агентстве ритуальных услуг; президент Союза профессиональных ритуальных агентов. По собственным словам, большую часть своего времени проводит на кладбище.
Не женат.

## Творчество

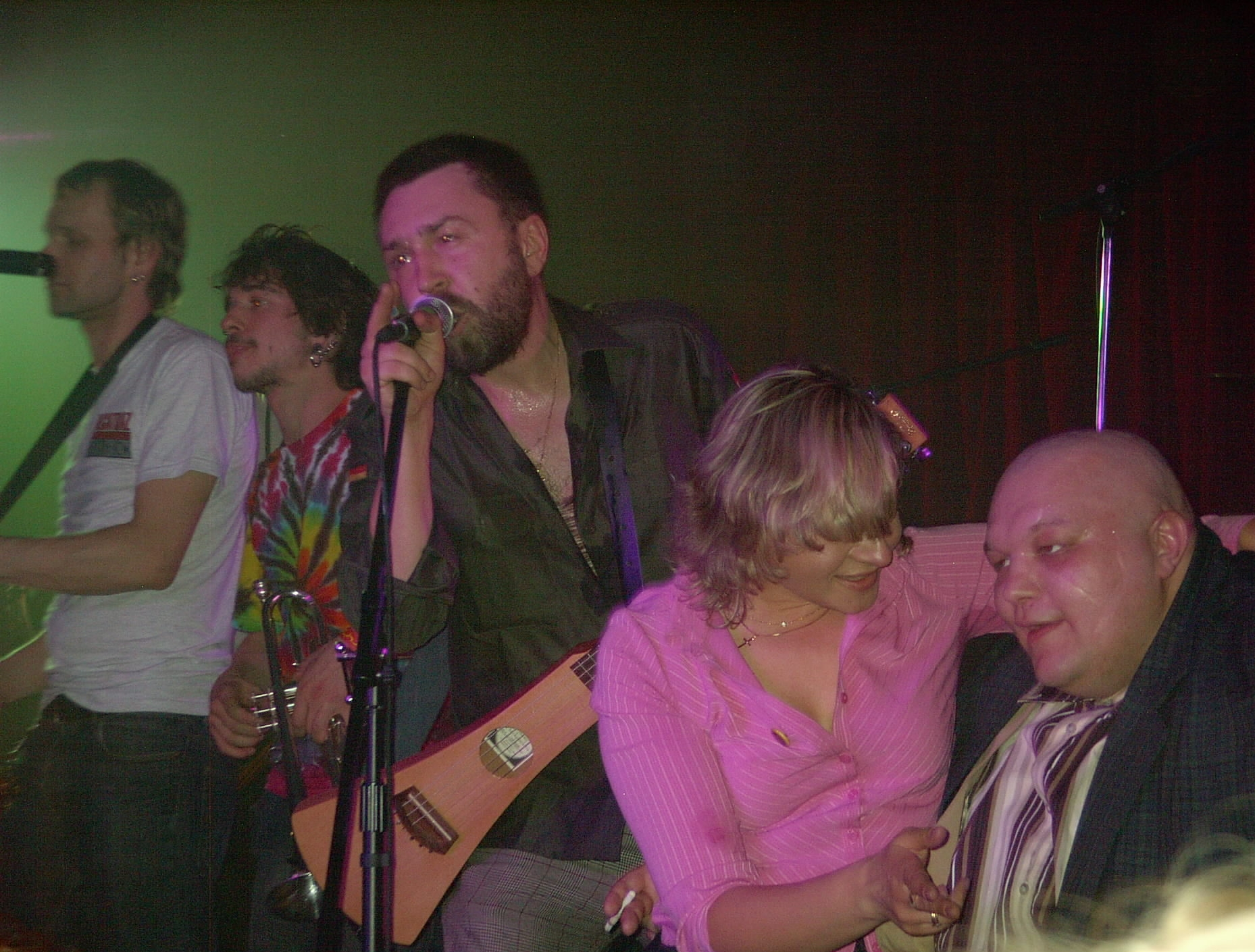
«Ленинград» и Стас Барецкий (крайний справа)

Стихи начал писать в 14 лет, лишь в 2002 году решил записать на их основе песни. 
«Вообще не собирался никогда песни писать. А тут разговаривали как-то со звукорежиссёром знакомым, Колей. Я стихи пописываю с четырнадцати лет, но никогда никому не показывал. Он говорит: „Давай попробуем записать“. — „А кто петь будет?“ — „Да сам споёшь“. Я к микрофону подошёл, выдал что-то… За вечер записали две песни. А у Коли на радио «Шансон» были подвязки. И бац, слушаю я как-то радио „Шансон“, а там моя песня. Я просто офонарел»
В период с 2003 по 2004 год записал два сольных альбома, изданных на лейбле «Капкан»: «Цензура» и «Цензура-2». Некоторые из песен попали на радио «Петроград — Русский Шансон».
В 2004 году его творчеством заинтересовался электронный дуэт «Ёлочные игрушки», располагавшийся в том же городе. Они предложили ему записать альбом и выступать с концертами в клубах. Альбом «Электронщина» стал одним из самых ярких музыкальных событий 2005 года. В начале 2006 года у Барецкого было несколько успешных выступлений на Украине с другими музыкантами из сборника «Запрещённая эстрада» кроме «Ёлочных Игрушек», в том числе с 2H Company; в Киеве вход на концерт пришлось закрыть, когда набралось 600 человек. 7 марта 2006 года Стас выступил в московском клубе «Ikra» после презентации альбома ЁИ «Warm Math» («Тёплая математика») и выступления 2H Company; некоторые слушательницы покидали зал.
Стас Барецкий произвёл на меня неизгладимое впечатление. Я считаю, что это Виктор Цой нашего времени. И микрофон он держит, как Цой — слегка загораживая нижнюю часть лица локтем и гордо поднимая подбородок. Человек-хокку!Глеб Давыдов
Кроме концертов с «Ёлочными игрушками» в Москве и Санкт-Петербурге, Стас вошёл в концертный состав группы «Ленинград», написал тексты к песням «Небесный теннис» и «Кредит» для альбома «Хлеб». По словам Барецкого с «Ленинградом» он больше не выступает, поскольку «Шнуров не зовёт», а сам проситься не хочет. В то время как с «Ёлочными игрушками», он считает, что «не сошлись характерами в плане музыки», поскольку музыканты группы предпочитают заниматься творческими экспериментами, а Барецкий предлагал «тупо делать турбошансон и кататься по клубам».

### «Брат 3»
В 2019 году объявил о желании снять фильм «Брат 3», где, по его словам, примут участие Бари Алибасов, Марина Анисина, Ольга Бузова, Вячеслав Дацик, Никита Джигурда, Виктор Сухоруков и Сергей Шнуров. По словам Барецкого, деньги выдали «люди из ритуального бизнеса», сценарий фильма уже готов и в настоящее время[когда?] некоторые сцены уже отсняты. Съёмки фильма планировалось завершить к 2020 году. В свою очередь Сергей Бодров-старший посчитал данную идею странной, Сергей Сельянов высказал мнение, что это «хамство, неуважение и глупость» по отношению к тем, кто создавал две первые части, Виктор Сухоруков заявил, что он не желает знать людей, которые имеют отношение к данному проекту, а Ирина Салтыкова назвала их «клоунами». Кроме того, на Change.org начался сбор подписей под петицией об отмене съёмок третьего фильма.
В конце июля 2019 года в подмосковном Красногорске начались съёмки фильма. Однако планы студии изменились и от Вячеслава Дацика в главной роли было решено отказаться. Было решено, что вместо Дацика главную роль исполнит американский актёр Микки Рурк. По поводу съёмок в фильме вели переговоры со скандальной Дианой Шурыгиной и голливудской звездой Дженнифер Энистон. Однако знаменитость запросила за свою работу баснословную сумму денег. 1 августа 2019 года Барецкий заявил, что в фильме всё же появится старый знакомый Данила Багров в исполнении Сергея Бодрова-младшего с помощью компьютерной графики. 6 сентября 2019 года Барецкий объявил ВКонтакте, что продаёт одну из главных ролей в фильме за пять миллионов рублей. 11 ноября 2019 года на YouTube была выложена короткометражка в качестве приквела к третьей части фильма. Первоначально премьера фильма была запланирована на 1 марта 2020 года.
В июне 2022 года Валерий Переверзев, который снимал своего Брата 3, заявил, что идея Барецкого по поводу своего «Брата 3» оказалась «подлым фейком», который вышел из под контроля, что заставило многих зрителей запутаться, кто какой фильмы снимает. В ответ в ноябре 2023 года Барецкий в интервью news.ru раскритиковал идею фильма Переверзева, что нельзя снимать третью часть брата без участия Бодрова. При этом Стас Барецкий отметил, что он дальше планирует снимать «Жмурки-2», а свою идею по поводу «Брата 3» не стал упоминать дальше, работает ли он сам над ним или нет. В конце концов идея Барецкого так и осталась нереализованной.

### «Жмурки-2»
В июле 2022 года Барецкий объявил о том, что он и его команда Союза профессиональных ритуальных агентов задумали после фильма Брат 3 новый проект под названием «Жмурки-2», чьи съёмки они уже начали. В интервью Общественная служба новостей шоумен заявил, что они пригласят самого Алексея Панина, чтобы он вновь исполнил главную роль Серёги, если конечно не передумает в последний момент и не покинет съёмки. В августе того же года Барецкий заявил, что фильм «Жмурки-2» будет не только продолжением фильма «Жмурки», но и одновременно с этим продолжением его ещё не вышедшего фильма «Брат 3».
В марте 2023 года Барецкий раскрыл детали сюжета, что история будет о том, как в 90-е человек открыл на кладбище кафе. А потом оно превратилось в сауну с девушками лёгкого поведения и качалку. В ноябре 2023 года шоумен Стас Барецкий сообщил в интервью news.ru, что он всё ещё планирует снять фильм «Жмурки-2». Однако все секреты о фильме он не стал раскрывать, чтобы не повторять ошибку с тем, когда он объявил о том, что хочет снять своего «Брата 3», после чего многие стали опять ругаться и опять никакого уголовного дела на него завели.

## Взгляды
Исполнитель привлёк внимание многих журналов, однако, как он утверждает в интервью интернет-изданию OpenSpace.ru, музыка для него — не способ зарабатывания денег, его привлекает сама атмосфера шоу-бизнеса, от которой трудно отказаться.
В интервью изданию «Афиша-Волна» признался: «снимался в порнухе и абсолютно этого не стесняюсь … и сейчас рад бы сняться, но уже не зовут»; ток-шоу посещает от скуки, а дерётся в эфире, поскольку считает это развлечением, никого не боится и не опасается за свою внешность.
21 февраля 2014 года в ток-шоу «Центр Э» на Youtube-канале «Засекин-ТВ» (Самара) признался в том, что презирает «демократов», Виктора Януковича, с пониманием относится к украинцам, которых считает «свободными людьми», однако отказался примыкать к Евромайдану и поддерживать его участников, поскольку является российским гражданином, и не придерживается какой-либо идеологии. По этой же причине отказался поддержать узников Болотного дела. Тогда же сделал ряд циничных, сексистских и антипатриотических заявлений.

## Гражданский активизм
В апреле 2015 года вступил в «Православный союз казаков „Ирбис“», в котором ему предложили возглавить отдел по культуре, и откуда был исключён в августе того же года «за недостойное поведение».
17 мая 2015 года принимал участие в торжественном открытии памятника Путину под Петербургом, высказывался в поддержку Аннексии Крыма Российской Федерацией, крестился. На телеканале «Дождь» артиста обвиняли в неискренности, что таким образом он занимается самопиаром.
В 2015 году устроил ряд акций в поддержку импортозамещения, в частности 3 ноября сжёг автомобиль BMW 520.
25 ноября 2015 года устроил акцию возле турецкого консульства в Петербурге в поддержу санкций против Турции в связи с уничтожением российского Су-24 в Сирии.
3 февраля 2016 года в знак протеста против «продажности» главного редактора радиостанции «Эхо Москвы» Алексея Венедиктова, испортил тому мероприятие в магазине «Буквоед», закидав банкнотами евро и долларов. 4 февраля в эфире радио «Русская служба новостей» заявил, что намерен принять участие в парламентских выборах 2016 года в качестве самовыдвиженца, поскольку не поддерживает ни одну из политических партий страны.
В мае 2016 года выступал против проведения концерта Элтона Джона в Петербурге, осуждая как его творчество, которое считает «дикой попсой», так и его гомосексуальную ориентацию. Известный борец с ЛГБТ-движением Виталий Милонов отказался поддерживать инициативу артиста.
В 2016 году неоднократно выступал с осуждением политики WADA в отношении российских спортсменов.
В августе 2016 года призвал законодательно запретить в России игру «Pokémon Go».
19 октября 2016 года выступил с предложением о введении двойной регистрации в России.
3 апреля 2017 года осудил Андрея Макаревича за то, что тот не стал отменять концерт в Петербурге в день теракта.
В феврале 2018 года обвинил Павла Грудинина в травле и оскорблениях, заявив, что не раз доказал свою приверженность патриотизму, и предложил тому травить «либералов».

## Дискография

### Студийные альбомы
- «Цензура» (2003)
- «Цензура-2» (2004)
- «Электронщина» (совместно с «ЁU») (2005)
- «Тут по ящику нам дали» (совместно с Андреем Ерофеевым)
- «Романтик Блядь Коллекшн» (2011)
- «Дискотека» (2013)
- «Девяностые» (2014)
- «Умереть за попсу!» (2015)
- «Нулевые» (2015)
- «Малиновый пиджак» (2015)
- «Турбодискотека» (2015)
- «Король турбошансона» (2019)

### Синглы
- 2019 — «Лайки» (совм. с VJ Link)
- 2021 — «My Dear Darling Daughter Greta» (совм. с Rayman Rave)
- 2021 — «Голосуй, Если Не Пидор»
- 2023 — «Лето» (совм. с Яной Белочкой)
- 2025 — «Слёзы» (совм. с DETACHED)

## Фильмография
| Год  |     | Название                                | Роль                       |
| ---- | --- | --------------------------------------- | -------------------------- |
| 2009 | ф   | 2-Асса-2                                | эпизодическая роль         |
| 2010 | с   | Жесть Миллионов                         | камео                      |
| 2010 | с   | ППС                                     | бандит                     |
| 2011 | ф   | Шапито-шоу                              | хозяин шапито              |
| 2011 | с   | Литейный (6 сезон)                      | Грунт                      |
| 2011 | ф   | Звёздный ворс                           | пьяный житель планеты Атит |
| 2023 | ф   | Гром: Трудное детство                   | камео                      |
| 2023 | ф   | Пресловутое поколение: Зелёный слоник 2 | Станислав Михайлович       |
| 2024 | кор | Барецкий: Последняя кровь               | Стас Барецкий              |

## Видеоклипы
| Год  | Исполнитель                        | Название                                |
| ---- | ---------------------------------- | --------------------------------------- |
| 2006 | «Ленинград»                        | «Губошлёп»                              |
| 2007 | «Ленинград»                        | «Паганини»                              |
|      |                                    | «Дом 2»                                 |
|      | Стас Барецкий & ЁU                 | «Осенние краски»                        |
|      |                                    | «Вечер»                                 |
|      |                                    | «Деньги» (Толстый мальчик)              |
|      |                                    | «Кризис»                                |
|      |                                    | «Кризис 2»                              |
|      |                                    | «Мурка»                                 |
|      |                                    | «Королева»                              |
|      |                                    | «Московская квартира» (Джипак)          |
|      |                                    | «Любит наш народ (праздник Новый год)»  |
|      |                                    | «Порнуха»                               |
|      |                                    | «Гелик»                                 |
|      |                                    | «Тачка»                                 |
|      | Катя Самбука                       | «Сказка»                                |
|      | Сява & Стас Барецкий               | «Чо вижу, то и тру»                     |
| 2009 | Рубль & Сява                       | «Лохи»                                  |
| 2012 | Светлана Разина                    | «Радио нах»                             |
| 2012 | Витя АК                            | «Отвези меня домой»                     |
|      | Peter Pan The Band и Стас Барецкий | «I wanna play guitar»                   |
|      | USB & Стас Барецкий                | «О Кипре»                               |
| 2013 | Ник Черников                       | «Так за основу взято»                   |
| 2015 | Little Big                         | «Give Me Your Money» (feat. Tommy Cash) |
| 2016 | Стас Барецкий                      | «Давай, давай»                          |
| 2019 | Little Big                         | Rock-Paper-Scissors                     |
| 2020 | GOODY                              | CHAIN                                   |
| 2020 | ТВЁРDЫЙ ZНАК                       | «Нигерия в снегу»                       |
| 2023 | НОМ                                | «Спецоперация „Ы“»                      |